# SuGirly Wish
『SuGirly Wish』（シュガーリィ ウィッシュ）は、2011年9月30日にHOOKSOFTより発売された18禁のアダルトゲーム。2012年12月13日にPlayStation Portable版『シュガーリィ ウィッシュ -Limited-』（シュガーリィ ウィッシュ リミテッド）がGNソフトウェアより発売。GREEをプラットフォームにタスケによりアイテム課金制の全年齢向けソーシャルゲームとして配信もされている。なお、同じモバイルへの配信でもDMM.comのスマートフォン用オンラインゲームサイトでは18禁版が配信されている。

## 製作の背景
2010年10月から11月ごろに製作開始。大体全部出来上がってからゆっくりと発売するという形をとった。
作中に主人公の実妹である白咲ひなが登場する。だが、当初は製作スタッフとしては実妹を登場させる気はなく、同社で先行して制作された『ラブラブル 〜lover able〜』の製作スタッフの一人の早瀬ゆうが実妹が好きだということで、本作品にも実妹を登場させることになった。原画担当の一人のらっこはGame-Styleのインタビューに対し、以前は実妹というと自主規制していたはずなのにと時代の変化を語っていた。

## ストーリー
名門校｢聖陽学園｣に在籍する白咲純平は前任者の転校により2年生に進学した時点で寮長に就任した。その頃入学式では新入生代表である白咲ひなの爆弾宣言により校内は恋愛に敏感な雰囲気になる。

## メインキャラクター
白咲 純平（しろさき じゅんぺい）
本編の主人公。成績は並程度だが、正義感が強く面倒見が良い事から男子寮寮長に任命される。短期間ながら剣道をやっていた時期があるが腕前は不明。そのため間合いの取り方が上手く喧嘩になった後輩らを軽くいなして見せるなどした。
姫百合 愛（ひめゆり めぐみ）
声：有栖川みや美
誕生日: 9月22日（おとめ座）。身長156 cm。血液型: A型。3サイズ: 86/56/88。
純平の幼馴染。純平と誕生日が同じで子供の頃からずっと一緒に過ごしているため、ツーカーでお互いが何を欲しているか分かる程に気心の知れた間柄。また相手の頬に付いている米粒を取って自分が食べるなど、恋人を通り越して長年連れ添った夫婦のような雰囲気すら漂わせる。性格は真面目で大人しい一方、前向きで芯が強いところもある。
白咲 ひな（しろさき ひな）
声：青葉りんご
誕生日: 1月24日（みずがめ座）。身長149 cm。血液型: B型。3サイズ: 80/53/80。
純平の実妹。極度のブラコンで、隙あらば純平を我が物にせんとする。純平と同じ学園に入学する為に猛勉強し首席入学を果たすが、入学式にて新入生総代で答辞を読み上げる際「大好きなお兄ちゃんをゲットする」と公言し、その後は杏奈を師匠と慕い共に行動する事が多くなる。純平絡みでよく暴走するため問題児として純平や朱音を悩ませている。
遊佐 胡桃（ゆさ くるみ）
声：青山ゆかり
誕生日: 7月18日（かに座）。身長152 cm。血液型: O型。3サイズ: 77/51/80。
純平の同級生。ヒロインの中で唯一学園寮に住んでおらず実家暮らし。事あるごとに見栄を張ったりと反抗的な態度を取るが、実は何事にも一所懸命に取り組む真面目な性格でもある。身長が低い事を気にしていて、その件で主人公に度々からかわれる。
月ヶ瀬 杏奈（つきがせ あんな）
声：五行なずな
誕生日: 3月4日（うお座）。身長148 cm。血液型: AB型。3サイズ: 85/52/84。
純平の同級生。純平の事を「純の字」、朱音の事を「あかねーねー」など変わった呼び方をする。頭脳明晰で飛び級により朱音と同学年になるも、翌年は不登校により留年して純平たちと同学年になる。何かとトラブルを起こす問題児だが、ひなの入学により問題振りに更に拍車が掛かる事に。魔女を自称しており、屋根裏部屋に好んでいる。おまじないなどにも詳しく、特にタロット占いに関しては純平も認める程の的中率を誇る。
上良 朱音（かみら あかね）
声：かわしまりの
誕生日: 10月15日（てんびん座）。身長160 cm。血液型: A型。3サイズ: 89/57/91。
純平の先輩。成績優秀、品行方正にしてフェンシング部のエース。杏奈とは友人だが同時に彼女の起こすトラブルに頭を悩ませており、よく杏奈に対してアイアンクローで制裁を加えている。女子寮寮長でもあり生徒達からの信頼も篤いが、お化けが苦手という一面もある。またケーキに含まれたお酒でも酔うほどアルコールに弱く、常にお酒の匂いを漂わせているサラが苦手。

## サブキャラクター
水野 真理惠（みずの まりえ）
声：民安ともえ
純平の同級生。学園新聞のネタの為に噂話に敏感で、その度に美佳を引っ張り回している。
芝原 美佳（しばはら みか）
声：真中海
純平の同級生。引っ込み思案で口下手であり、いつも麻理恵の陰に隠れている。宝塚先生に憧れている。
八木 剛人（やぎ たけひと）
声：飲鳥筆
純平の親友。名前の読み方をもじって「ゴート」というあだ名で呼ばれる事が多い。寡黙だが何かと頼りになる。
宝塚 百合子（たからづか ゆりこ）
声：夏野こおり
英語教師。その名の通りタカラヅカの男役のような容姿で女生徒に絶大な人気がある。
前川 サラ（まえかわ さら）
声：桜川未央
道徳教師。大聖堂の管理を任されているシスターでもある。焼酎やウィスキーを神の血と称して呑んだくれている。
おまけストーリーでは、故郷に自分を信号機や校門だと言う女の子がいて困っている友人がいるらしい事が判明している。
さらに懺悔と称して愚痴を純平にこぼしている。
実は良家の子女だがグレてしまい貰い手が無くなり、縁談も無くなった。一件だけ西園寺の縁談があったが派手に壊したらしい。
岸（きし）
声：城樹翔
社会科教師で、フェンシング部の顧問を務めている。常に西洋甲冑を身に纏って新入生を中心に騒がせているが、その実、中身は実直で繊細な人物である。

## スタッフ
- シナリオ：はね、モーリー、EDEN'S NOTES
- 原画：らっこ、桜はんぺん

## 主題歌
OP主題歌「恋のレシピ」
作詞 - 澄田まお / 作曲・編曲 - うっとり商会 / 歌 - 真理絵
挿入歌「いつかここで」
作詞 - 澄田まお / 作曲・編曲 - Meis Clauson / 歌 - Rita